# Cyathea nockii
Cyathea nockii är en ormbunkeart som beskrevs av Jenm. Cyathea nockii ingår i släktet Cyathea och familjen Cyatheaceae. Inga underarter finns listade.